# Mimacmocera coerulea
Mimacmocera coerulea là một loài bọ cánh cứng trong họ Cerambycidae.